# Maladera inermis
Maladera inermis är en skalbaggsart som beskrevs av Brenske 1898. Maladera inermis ingår i släktet Maladera och familjen Melolonthidae. Inga underarter finns listade i Catalogue of Life.